# Tootsie
Tootsie är en amerikansk dramakomedifilm från 1982 i regi av Sydney Pollack. I huvudrollerna ses Dustin Hoffman, Bill Murray, Jessica Lange, Teri Garr, Dabney Coleman, Charles Durning, Geena Davis (i hennes debutroll) och Doris Belack. Filmen Oscarnominerades i tio kategorier och Jessica Lange fick en Oscar för bästa kvinnliga biroll.

## Handling
Michael Dorsey (Dustin Hoffman) är en begåvad skådespelare. Tyvärr har han ett lite krävande sätt och en hårdnackad personlighet som har gjort honom till ovän med alla producenter i New York. Hans agent är övertygad om att ingen kommer att anlita honom. Men Michael behöver pengar – 8 000 dollar för att vara exakt – och för att skaffa dem är han beredd att spela sitt livs svåraste roll.

## Rollista i urval
- Dustin Hoffman - Michael Dorsey/Dorothy Michaels
- Jessica Lange - Julie Nichols/Syster Charles
- Teri Garr - Sandra "Sandy" Lester
- Dabney Coleman - Ron Carlisle, såpoperaregissören
- Bill Murray - Jeff Slater,  Michaels rumskompis
- Charles Durning - Leslie "Les" Nichols, Julies far
- Sydney Pollack - George Fields, Michaels agent
- George Gaynes - John Van-Horn/Dr. Medford Brewster
- Geena Davis - April Page
- Doris Belack - Rita Marshall
- Lynne Thigpen - Jo
- Estelle Getty - kvinna i medelåldern
- Willy Switkes - mannen vid taxin
- Ellen Foley - Jacqui

## Musik i filmen i urval
- "Tootsie", musik: Dave Grusin, text: Alan Bergman & Marilyn Bergman, framförd av Stephen Bishop
- "It Might Be You", musik: Dave Grusin, text: Alan Bergman & Marilyn Bergman, framförd av Stephen Bishop
- "Mary's a Grand Old Name", musik & text: George M. Cohan, framförd av Charles Durning